# الحامة (ولاية خنشلة)
الحامة بلدية بولاية خنشلة تقع غرب عاصمة الولاية وتبعد عنها 4 كيلومتر وتتبع اداريا دائرة الحامة